# Kasrawad
Kasrawad é uma cidade e uma nagar panchayat no distrito de West Nimar, no estado indiano de Madhya Pradesh.

## Geografia
Kasrawad está localizada a 22° 08′ N, 75° 36′ L. Tem uma altitude média de 169 metros (554 pés).

## Demografia
Segundo o censo de 2001, Kasrawad tinha uma população de 19 035 habitantes. Os indivíduos do sexo masculino constituem 51% da população e os do sexo feminino 49%. Kasrawad tem uma taxa de literacia de 57%, inferior à média nacional de 59,5%: a literacia no sexo masculino é de 66% e no sexo feminino é de 48%. Em Kasrawad, 16% da população está abaixo dos 6 anos de idade.